# Mary Brave Bird
Mary Brave Bird (He-Dog, Rosebud, Dakota del Sud, Estats Units, 1952 - Crystal Lake, Califòrnia, 2013) va ser una activista, política i escriptora d'ètnia sioux. Era descendent del guerrer brulé Pakeska Maza. De petita es convertí al catolicisme i estudià infermeria. Activista política des de ben jove, el 1971 es va unir a l'AIM, amb el qual el 1972 participà en el Trail of Broken Treaties. El 1973 es casà amb l'activista de l'AIM Leonard Crow Dog i fou present als fets de Wounded Knee del mateix any. Va dictar a Richard Erdoes les autobiografies Lakota Woman (1990) i Ohitika Woman (1993).